# Guitarra (peix)
 Rhinobatos rhinobatos és un peix de la família dels rinobàtids i de l'ordre dels rajiformes.

## Morfologia
Pot arribar als 100 cm de llargària total.

## Distribució geogràfica
Es troba a les costes de l'Atlàntic oriental: des del sud de la Mar Cantàbrica fins a Angola, incloent-hi la mar Mediterrània.